# President de Romania
Aquesta és la llista de Presidents de Romania:

## Presidents de laRomania Comunista(1947-1989)

### Presidents del Presídium Provisional de la República (1947-1948)
| No. (Rep.) | Fotografia            | Nom                               | Inici                  | Fi                 | Partit |
| ---------- | --------------------- | --------------------------------- | ---------------------- | ------------------ | ------ |
| 1. (1.)    | Constantin Ion Parhon | Constantin Ion Parhon (1874-1969) | 30 de desembre de 1947 | 13 d'abril de 1948 | PMR    |

### Presidents del Presídium de la Gran Assemblea Nacional (1948-1961)
| No. (Rep.) | Fotografia            | Nom                               | Inici               | Fi                 | Partit |
| ---------- | --------------------- | --------------------------------- | ------------------- | ------------------ | ------ |
| 1. (1.)    | Constantin Ion Parhon | Constantin Ion Parhon (1874-1969) | 13 d'abril de 1948  | 12 de juny de 1952 | PMR    |
| 2. (2.)    | Petru Groza           | Petru Groza (1884-1958)           | 12 de juny de 1952  | 7 de gener de 1958 | PMR    |
| 3. (3.)    | Ion Gheorghe Maurer   | Ion Gheorghe Maurer (1902-2000)   | 11 de gener de 1958 | 21 de març de 1961 | PMR    |

### Presidents del Consell d'Estat (1961-1974)
| No. (Rep.) | Fotografia             | Nom                                | Inici                 | Fi                    | Partit |
| ---------- | ---------------------- | ---------------------------------- | --------------------- | --------------------- | ------ |
| 4. (1.)    | Gheorghe Gheorghiu-Dej | Gheorghe Gheorghiu-Dej (1901-1965) | 21 de març de 1961    | 19 de març de 1965    | PCR    |
| 5. (2.)    | Chivu Stoica           | Chivu Stoica (1908-1975)           | 24 de març de 1965    | 9 de desembre de 1967 | PCR    |
| 6. (3.)    | Nicolae Ceauşescu      | Nicolae Ceauşescu (1918-1989)      | 9 de desembre de 1967 | 28 de març de 1974    | PCR    |

### Presidents (1974-1989)
| No. (Rep.) | Fotografia        | Nom                           | Inici              | Fi                     | Partit |
| ---------- | ----------------- | ----------------------------- | ------------------ | ---------------------- | ------ |
| 6. (3.)    | Nicolae Ceauşescu | Nicolae Ceauşescu (1918-1989) | 28 de març de 1974 | 22 de desembre de 1989 | PCR    |

## Presidents de la República de Romania (des de 1989)

### Presidents (des de 1989)
| No. (Rep.) | Fotografia                               | Nom                                      | Inici                  | Fi                     | Partit        |
| ---------- | ---------------------------------------- | ---------------------------------------- | ---------------------- | ---------------------- | ------------- |
| -          | Bandera de la Revolució Romanesa de 1989 | Consell del Front de Salvació Nacional   | 22 de desembre de 1989 | 26 de desembre de 1989 | -             |
| 7. (1.)    | Ion Iliescu                              | Ion Iliescu (Primer mandat) (* 1930)     | 26 de desembre de 1989 | 29 de novembre de 1996 | FSN/FDSN/PDSR |
| 8. (2.)    | Emil Constantinescu                      | Emil Constantinescu (* 1939)             | 29 de novembre de 1996 | 20 de desembre de 2000 | CDR           |
| 9. (3.)    | Ion Iliescu                              | Ion Iliescu (Segon mandat) (* 1930)      | 20 de desembre de 2000 | 20 de desembre de 2004 | PDSR/PSD      |
| 10. (4.)   | Traian Băsescu                           | Traian Băsescu (Primer mandat) (* 1951)  | 20 de desembre de 2004 | 20 d'abril de 2007     | PD            |
| -          | Nicolae Văcăroiu                         | Nicolae Văcăroiu (Interinament) (* 1943) | 20 d'abril de 2007     | 23 de maig de 2007     | PSD           |
| 10. (4.)   | Traian Băsescu                           | Traian Băsescu (Segon mandat) (* 1951)   | 23 de maig de 2007     | 10 de juliol de 2012   | PD/PD-L       |
| -          | Crin Antonescu                           | Crin Antonescu (Interinament) (* 1959)   | 10 de juliol de 2012   | 27 d'agost de 2012     | PNL           |
| 10. (4.)   | Traian Băsescu                           | Traian Băsescu (Tercer mandat) (* 1951)  | 27 d'agost de 2012     | 21 de desembre de 2014 | PD-L          |
| 11. (5.)   | Klaus Iohannis                           | Klaus Iohannis (* 1959)                  | 21 de desembre de 2014 | 12 de febrer de 2025   | PNL           |
| -          | Crin Antonescu                           | Ilie Bolojan (Interinament) (* 1969)     | 12 de febrer de 2025   | 26 de maig de 2025     | PNL           |
| 12. (6.)   | Klaus Iohannis                           | Nicușor Dan (* 1969)                     | 26 de maig de 2025     | actualitat             | PNL           |